# Gravedigger (DC Comics)
Gravedigger (traducido del inglés como El Sepulturero) es un nombre en clave utilizado por dos soldados ficticios creados por la editorial DC Comics. El capitán Ulysses Hazard fue el primer y original soldado que se le conoció como Gravedigger, debutó en Men of War Vol. 1 #1 (agosto de 1977), fue creado por David Michelinie y Ed Davis. El segundo Gravedigger llamado Tyson Sykes, apareció en Checkmate Vol. 2 #25 (junio de 2008), fue creado por Greg Rucka, Eric Trautmann y Joe Bennett.

## Historia sobre la publicación
El capitán Ulysses Hazard apareció en cada uno de los originales veintiséis números publicados por DC Comics de la revista de historietas de guerra llamada Men of War. Él es también el único personaje ficticio diferente al Sgto. Rock que alguna vez dirigió también a la Compañía Easy.

## Biografía ficticia del personaje

### Ulysses Hazard
Ulysses Hazard sufrió de polio cuando era niño, y su vida fue atormentada por matones juveniles. Después de un régimen de ejercicio fue capaz de acondicionar su cuerpo óptimo para un buen desempeño en cualquier actividiad, fue precisamente cuando los Estados Unidos entró en la Segunda Guerra Mundial, Ulysses se unió al ejército, pero encontró a un ejército segregado, en la que lo pusieron a trabajar en unidades de baja categoría junto a todos los soldados negros; enterrando cuerpos, en la entrega de alimentos a las tropas, o trabajo de cocina. Frustrado desde que había superado la polio, pero porque no se le permitía pelear, invade el Pentágono para demostrarles que tiene las habilidades necesarias para luchar. Se convierte en una unidad de un solo hombre especializada del Pentágono, con nombre en código "El Gravedigger".  Más tarde, durante un combate con nazis, recibe una cicatriz en la cara que se asemeja a una cruz. Además, Ulysses tuvo un hijo, Achilles Hazard, quien se unió a la Infantería de Marina de los Estados Unidos.
En la historia especial "Snapshot: Recuerdo" de la miniserie retrospectiva denominada Universo DC: Legados #4 de 2010, establecida durante una reunión el 4 de julio de 1976, se revela que Ulysses Hazard logró sobrevivir a la guerra, su estancia en el Ejército le permitió alcanzar el grado de coronel. Los otros asistentes son Jeb Stuart del Tanque Embrujado, Los Perdedores, al mismo Gravedigger y posiblemente al mismo Soldado Desconocido.

### Perseus Hazard
Perseus Hazard es nieto de Ulysses, y e hijo de Achilles Hazard. Él es un exlíder del Escuadrón K, un equipo de respuesta especial encargado para detener a Superman si alguna vez se convierte en villano. El nunca utilizó el nombre clave Gravedigger.

### Tyson Sykes
Tyson Sykes, es el segundo soldado ficticio afroamericano conocido que uso el nombre clave de Gravedigger. Él es miembro operativo de Checkmate cuya designación como agente de campo es Torre Alfa. Tyson tiene habilidades telepáticas especiales adquiridas mediante la inyección a sí mismo de una solución llamada Apocritic hecha del ADn de Starro.